# Херман, Фридрих
Фридрих Херман (нем. Friedrich Hermann; 1 февраля 1828 — 27 сентября 1907) — немецкий альтист, скрипач и композитор.

## Биография
В 1843 году Фридрих Херман поступил в самый первый набор Лейпцигской консерватории. Учился игре на скрипке у Фердинанда Давида и композиции у Феликса Мендельсона и Морица Гауптмана.
По окончании консерватории на протяжении 30 лет играл в Оркестре Гевандхауса, а с 1848 года и сам преподавал.
Под редакцией Хермана вышли сочинения множества авторов. Кроме того, Фридрих Херман был широко известен как аранжировщик. Среди самых популярных переложений Хермана — «Песни без слов» Мендельсона для скрипки и фортепиано. Для своего основного инструмента, альта, Херман перекладывал, например, фортепианные пьесы композитора Ференца Листа.